# 清水星人
清水 星人（しみず ほしと、1966年 - ）は、日本の元テレビディレクター、プロデューサー。東京都出身。現在は日テレイベンツ常務取締役。

## 人物
早稲田大学卒業後の1990年、PR制作会社に入社。その後、農業資材メーカーでの勤務などを経てフリーランスのディレクターとなり、民放各局での番組制作を経験する。
2000年、日本テレビに中途入社。当初は福士睦、三浦伸介らと共に「踊る!さんま御殿!!」のディレクターを担当。
2006年に演出、2007年に総合演出に昇格し、梅原幹、中村英明両チーフプロデューサーの下で担当する。
2012年12月から2015年5月までは加藤幸二郎チーフプロデューサー、2015年6月から2020年9月までは道坂忠久チーフプロデューサーの下で総合演出（一部は企画兼務）を担当する。
2020年10月1日付でチーフプロデューサーに昇進し、道坂が担当していた一部の番組を引き継ぐ。
2021年6月1日付で情報・制作局担当局次長となり、担当していた番組は島田総一郎チーフプロデューサーが引き継ぐ。
2022年6月1日付でコンテンツ制作局担当局次長となる。
2024年6月1日付で現職。

## 過去の担当番組
- ディレクター
  - 踊る!さんま御殿!!
  - ¥マネーの虎
- 演出
  - 伊東家の食卓（当初はディレクター）
  - おネエ★MANS

- 企画
  - 幸せ!ボンビーガール（当初は企画・総合演出。2020年10月13日から2021年5月25日まではチーフプロデューサー）

- 企画・演出
  - 魔女たちの22時（当初は総合演出）
  - ニノさん
  - 眠れる森の美術館
- 企画・総合演出
  - 天才!志村どうぶつ園（当初は総合演出のみ）
- 総合演出
  - THE MUSIC DAY
- チーフプロデューサー
  - ザ!鉄腕!DASH!!（参加当初は総合演出）
  - I LOVE みんなのどうぶつ園
  - マツコ会議
  - THE TOKIWA
  - 日テレ系人気番組No.1決定戦（第16回。第1 - 15回は総合演出）
  - 日テレ系人気番組 春秋のコラボSP!
  - MEKURE（2021年4月11日放送）

- 制作
  - 24時間テレビ 「愛は地球を救う」（44回 - 46回。39回はS1サブ演出）